# Caecidotea phreatica
Caecidotea phreatica är en kräftdjursart som beskrevs av Lewis och John R. Holsinger 1985. Caecidotea phreatica ingår i släktet Caecidotea och familjen sötvattensgråsuggor. Inga underarter finns listade i Catalogue of Life.